# Hipólito Yrigoyen
Pour les articles homonymes, voir Yrigoyen.
Hipólito Yrigoyen, né le 12 juillet 1852 à Buenos Aires et mort le 3 juillet 1933 dans la même ville, homme d'État argentin et grande figure de l'Union civique radicale, a été président de la Nation à deux reprises, du 12 octobre 1916 au 12 octobre 1922 et du 12 octobre 1928 au 6 septembre 1930. Il est le premier président de l'histoire de l'Argentine à avoir été élu au suffrage universel secret (masculin).

## Enfance et jeunesse
Juan Hipólito del Sagrado Corazón de Jesús Irigoyen Alem, connu comme Hipólito Yrigoyen, est le troisième fils de Martín Yrigoyen Dodagaray et de Marcelina Alén Ponce, sœur de Leandro N. Alem, fondateur de l'Union civique radicale. Son père, un immigré du Pays basque français qui travaillait comme gardien et palefrenier, avait épousé la fille de son patron, Leandro Antonio Alén, l'un des chefs de la Mazorca, force parapolicière de Juan Manuel de Rosas, qui avait été pendu sur la place de Mai après la chute de Rosas en février 1852.
Hipólito naît et grandit dans le quartier de Balvanera à Buenos Aires, en Argentine. Il fait ses études au Collège San José de Buenos Aires.

## Débuts dans la vie politique
Hipólito Yrigoyen et son oncle Leandro N. Alem, qui a changé la dernière lettre de son nom de famille pour ne pas subir de discrimination à cause de son père, commencent leur vie politique au Parti autonomiste, parti populaire dirigé par Adolfo Alsina, opposant au Parti national de Bartolomé Mitre.
Après l'élection d'Alem comme député provincial en 1872, Hipólito Yrigoyen est nommé commissaire de police de Balvanera à 20 ans, grâce à l'influence de son oncle. En 1877, Alem et Yrigoyen affrontent le secteur officiel du Parti autonomiste en présentant leur propre candidat, Aristóbulo del Valle, et en s'opposant fermement aux accords entre dirigeants. L'année suivante, Yrigoyen sera élu député provincial du Parti républicain, mais après la mort d'Alsina, il reviendra à l'autonomisme.
Yrigoyen est reçu dans la franc-maçonnerie, parrainé par son oncle.
En 1880, la République argentine devient une fédération avec Buenos Aires comme capitale fédérale et Julio Argentino Roca accède à la présidence. Alem ayant abandonné la politique, Yrigoyen accepte la fédéralisation et se voit élu député national du Parti autonomiste national de Roca, récemment réorganisé. Deux ans plus tard, déçu par Roca comme l'a été son oncle, il abandonne également la politique. À ce moment, Yrigoyen n'est encore que le neveu d'Alem.
En 1882, Yrigoyen a achevé la partie théorique des études de droit à l'Université de Buenos Aires, mais il lui manque la partie pratique. Par le passé, il a travaillé dans l'étude de son oncle et d'Aristóbulo del Valle, mais il n'aura jamais le statut d'avocat.
À 30 ans, Yrigoyen est un homme peu fortuné qui a commencé sa carrière comme professeur d'histoire, d'instruction civique et de philosophie à l'École normale d'institutrices fondé par Domingo Faustino Sarmiento, et qui vit encore chez son oncle. Il fait don de ses salaires à l'hôpital pour enfants.
C'est à cette époque que Yrigoyen découvre, par l'intermédiaire, entre autres, des krausistes espagnols Julián Sanz del Rio et Francisco Giner de los Ríos, l'œuvre philosophique de Karl Kraus qui aura une influence considérable sur sa pensée.
Au cours de la décennie, il va s'enrichir en se consacrant à l'engraissement de bovins pour les vendre à l'industrie frigorifique. Pour cela, il loue une ferme et en acquiert trois autres. Il constituera ainsi une fortune de plusieurs millions de pesos qu'il consacrera presque entièrement au financement de ses activités politiques, à tel point qu'il mourra en laissant des dettes à ses héritiers.
Ses relations avec le sexe féminin lui vaudront une abondance de polémiques et d'attaques de la part de ses adversaires. Yrigoyen entretient quantité de liaisons amoureuses. De l'une d'entre elles naîtra une fille, Elena, qui l'accompagnera toute sa vie. Il n'admettra jamais avoir d'autres enfants bien qu'on sache qu'il en eut beaucoup plus. Selon les recherches rendues publiques dans Los amores de Yrigoyen par Araceli Bellota, il aurait eu cinq enfants : Helena, l'aînée, fille d'Antonia Pavón (servante de sa tante Tomasa Alem, qui vécut un temps dans la maison familiale) ; Sara Dominga ; un fils qui mourut peu après sa naissance ; Eduardo Abel, fils de Dominga Campos, la fille du commandant Pedro Campos (qui accompagna Roca dans sa « Conquête du désert ») ; Luis Hernán, avec sa chère Luisa Bacichi. Bien qu'il ne se soit jamais marié et n'ait jamais vécu avec Antonia ni avec Dominga, il s'opposera à la légalisation du divorce, affirmant que la famille était la base qui soutenait le pays.
En 1889, Yrigoyen s'installe dans sa propre maison, dans la rue qui porte aujourd'hui son nom, face à ce qui est de nos jours la Place du Congrès, à Buenos Aires. C'est à cette époque qu'il noue une profonde amitié avec deux amis de son frère qui avait connu une mort tragique, Carlos Pellegrini et Roque Sáenz Peña. Ces deux amis vont jouer un grand rôle dans les changements institutionnels qui porteront Yrigoyen à la présidence de la Nation.

## La lutte armée (1890-1912)

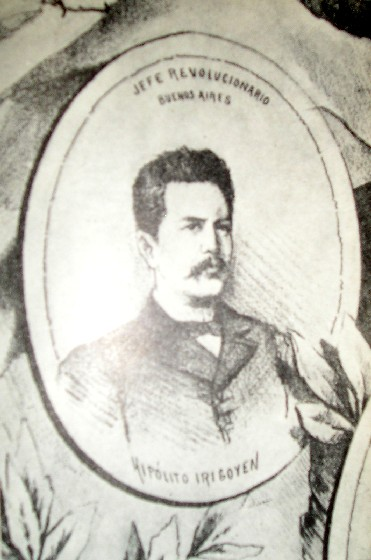
Hipólito Yrigoyen, chef révolutionnaire en 1893. Dessin de Demócrito (Eduardo Sojo) publié dans la revue Don Quijote.

Yrigoyen participe activement à la révolution de 1890, dite révolution du Parc, et à celle de 1893. Lors de la première, il est pressenti au poste de chef de police en cas de réussite de la révolution ; lors de la seconde, il organise, dirige et finance une armée radicale de 8 000 hommes. Dans le sillage de son oncle et d'Aristóbulo del Valle, il fera partie des fondateurs de l'Unión Cívica et de l'Unión Cívica Radical, qui seront toutes deux dirigées par Leandro N. Alem.
En dépit de l'affection qu'il lui porte, Yrigoyen doute des qualités de chef de son oncle, ce qui l'amènera à l'affronter sur la scène politique et à organiser l'Union civile radicale de la province de Buenos Aires comme un parti politique autonome.
Après le suicide de son oncle Leandro Alem et la mort d'Aristóbulo del Valle en 1896, Yrigoyen exprime son profond désaccord sur la tactique d'entente avec les mitristes imposée par le président du Comité national, Bernardo de Irigoyen, pour contrer Roca alors que ce dernier s'achemine vers sa seconde présidence, en 1898. Le Congrès national de l'UCR s'étant prononcé contre la politique des parallèles pour participer aux élections avec les mitristes, Yrigoyen décide de dissoudre le Comité de l'UCR de la province de Buenos Aires, faisant échec à la stratégie des bernardistes. Dès lors, le radicalisme entre dans une période de désorganisation jusqu'à la réorganisation du parti en 1904.
En 1903, Yrigoyen entreprend la réorganisation institutionnelle de l'UCR. Il prend la tête de la révolution de 1905, qu'il finance de ses propres deniers et qui est un échec. Cependant, le Président de la Nation, son ami Roque Sáenz Peña, mû autant par la conviction qu'il fallait faire cesser les abus que par la crainte d'un nouveau soulèvement armé d'Yrigoyen, promulgue en 1912 la Ley del Voto Secreto (Loi sur le scrutin secret), plus connue en Argentine sous le nom de loi Sáenz Peña, qui va porter Yrigoyen à la présidence en 1916.

## Premier mandat (1916-1922)

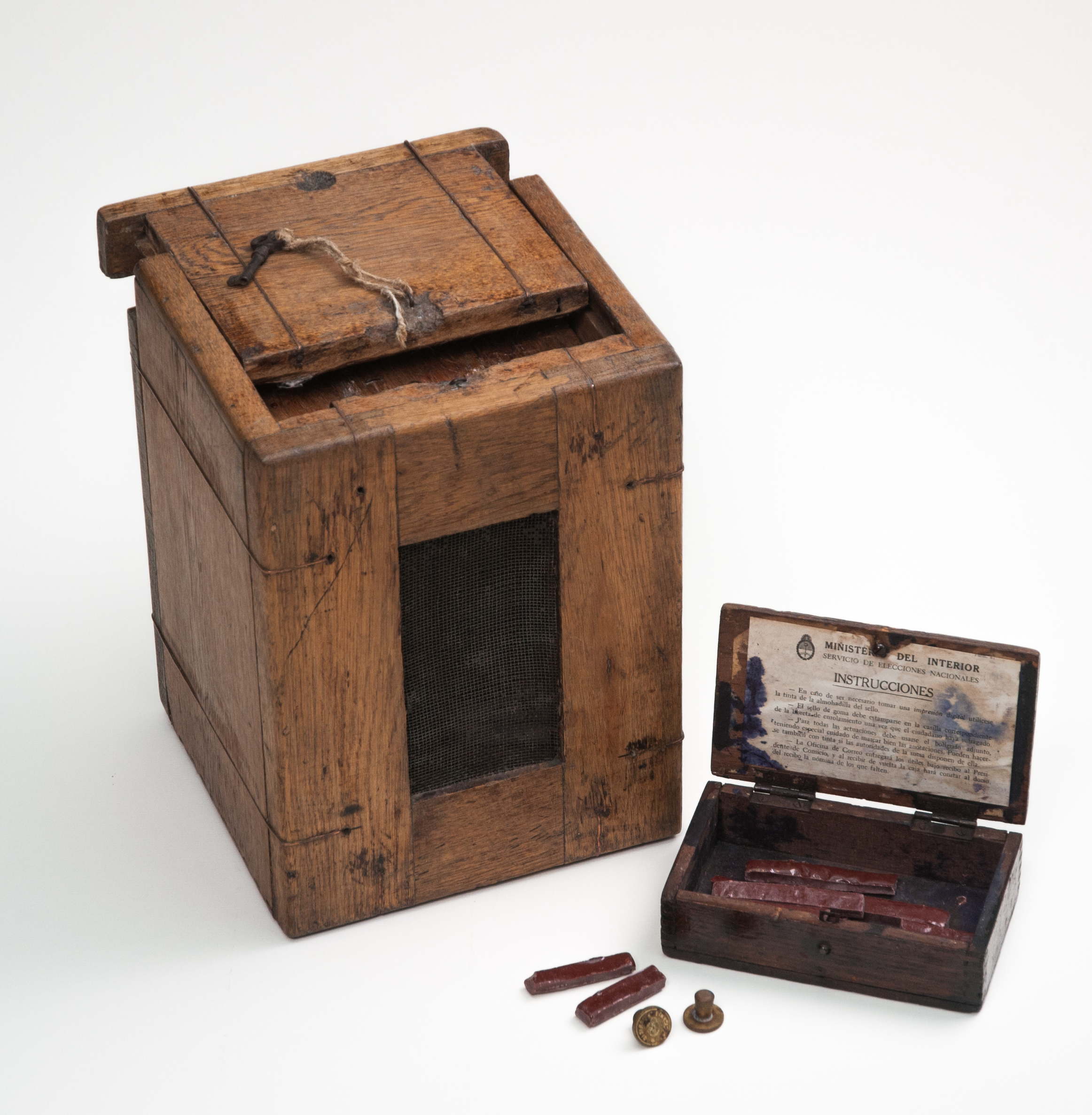
Urne employée lors des élections de 1916, exposée au Musée du bicentenaire.

Aux élections, le binôme formé par Hipólito Yrigoyen et Pelagio Luna l'emporte facilement sur ceux du Parti conservateur (Ángel Rojas et Juan Eugenio Serú), du Parti démocrate progressiste (Lisandro de la Torre et Alejandro Carbó) et du Parti socialiste (Juan B. Justo et Nicolás Repetto).
L'élan initial donné à la conquête des droits démocratiques se voit freiné, car l'UCR n'est pas majoritaire au Sénat et ne contrôle pas le gouvernement de nombreuses provinces. Yrigoyen aura recours à l'intervention fédérale à plusieurs reprises, aggravant ainsi la confrontation avec les secteurs conservateurs.

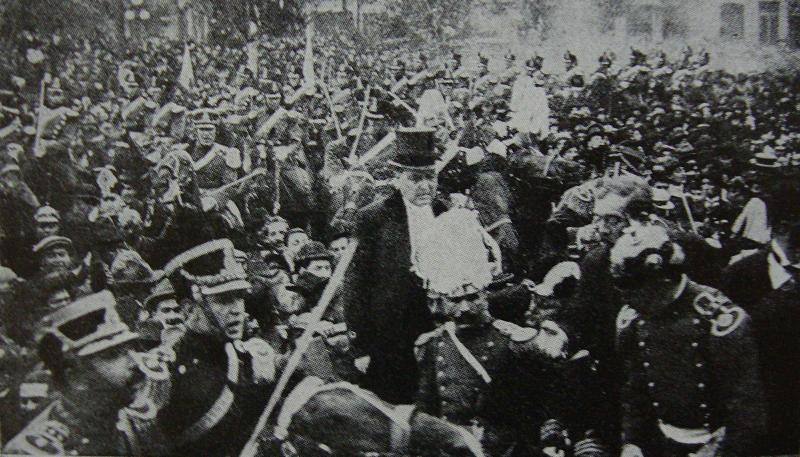
Yrigoyen, le jour de son élection.

Sur le plan économique, l'Argentine pâtit de la Première Guerre mondiale : la réduction des exportations et des échanges commerciaux internationaux crée du chômage dans le secteur de l'exportation. Mais dès 1918, avec la demande croissante de produits d'exportation argentins, l'inflation va se développer. Elle profite aux propriétaires terriens exportateurs de viande, dont les produits se vendent plus cher, et nuit aux travailleurs salariés.
Durant la semaine du 7 au 14 janvier 1919 eut lieu la Semaine tragique (Semana Trágica), lors de laquelle furent assassinées plusieurs centaines de personnes. Cet événement donna lieu par ailleurs à l’unique pogrom (massacre de juifs) jamais enregistré en Amérique latine.
Avec l'aval d'Yrigoyen, Marcelo Torcuato de Alvear est désigné candidat radical aux élections de 1922. Élu, il prend rapidement la tête de la faction antipersonnaliste de son parti, opposée à Yrigoyen.
| Composition du ministère pendant le premier mandat d'Yrigoyen | Composition du ministère pendant le premier mandat d'Yrigoyen               | Composition du ministère pendant le premier mandat d'Yrigoyen                                         |
| ------------------------------------------------------------- | --------------------------------------------------------------------------- | --- |
| Portefeuille                                                  | Titulaire                                                                   | Période                                                                                               |
|                                                               |                                                                             | |
| Ministère de l'Intérieur                                      | Ramón Gómez Francisco Beiró                                                 | 12 octobre 1916 – 10 avril 1922 11 avril 1922 - 12 octobre 1922                                       |
|                                                               |                                                                             | |
| Ministère des Affaires étrangères et du Culte                 | Carlos A. Becú Honorio Pueyrredón                                           | 12 octobre 1916 – 30 janvier 1917 – 12 octobre 1922                                                   |
|                                                               |                                                                             | |
| Ministère des Finances                                        | Domingo Salaberry                                                           | 12 octobre 1916 – 12 octobre 1922                                                                     |
|                                                               |                                                                             | |
| Ministère de la Justice et de l'Instruction publique          | José Salinas                                                                | 12 octobre 1916 – 12 octobre 1922                                                                     |
|                                                               |                                                                             | |
| Ministère de l'Agriculture                                    | Honorio Pueyrredón Alfredo Demarchi Eudoro Vargas Gómez Carlos J. Rodríguez | 12 octobre 1916 – septembre 1917 septembre 1917 – mars 1922 mars 1922 – 9 août 1922 – 12 octobre 1922 |
|                                                               |                                                                             | |
| Ministère des Travaux publics                                 | Pablo Torello                                                               | 12 octobre 1916 – 12 octobre 1922                                                                     |
|                                                               |                                                                             | |
| Ministère de la Guerre                                        | Elpidio González Julio Moreno                                               | 12 octobre 1916 – 1917 – 12 octobre 1922                                                              |
|                                                               |                                                                             | |
| Ministère de la Marine                                        | Federico Álvarez de Toledo Tomás Zurueta                                    | 12 octobre 1916 – février 1921 février 1921 – 12 octobre 1922                                         |

## Second mandat (1928-1930)

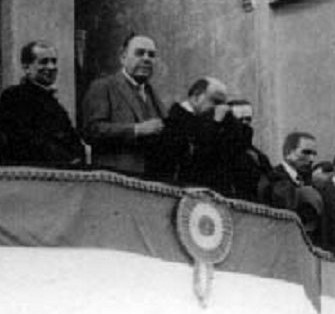
Yrigoyen accède au pouvoir en 1928.

En 1928, Yrigoyen est réélu président de la Nation, aux dépens d'une coalition des conservateurs et des radicaux antipersonnalistes, pour un mandat qui devait se poursuivre jusqu'en 1934.
En 1929 commence la Grande Dépression. Le radicalisme dirigé par Yrigoyen ne parvient pas à répondre à la nouvelle situation socio-politico-économique mise en évidence par la grande crise à une époque où tout un paradigme économique se désintègre à l'échelle mondiale.
Yrigoyen fait intervenir le fédéral dans les provinces de Mendoza et de San Juan, gouvernées par des adversaires radicaux. En fin d'année, le sénateur de Mendoza, Carlos Washington Lencinas, est assassiné par un militant yrigoyeniste. Ce crime provoque la stupeur dans le pays ; logiquement, Yrigoyen est accusé de l'avoir commandité, même si sa responsabilité s'avère improbable. Un mois plus tard, un attentat anarchiste vise Yrigoyen au moment où il sort de chez lui pour se rendre à la Casa Rosada.

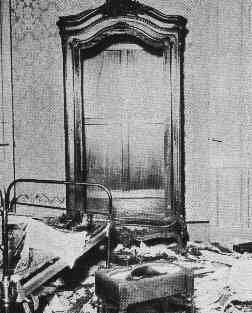
Coup d'État : saccage de la maison d'Yrigoyen par des manifestants.

L'année 1930 commence avec l'assassinat d'un autre adversaire d'Yrigoyen, l'avocat Manuel Ignacio Castellano, représentant l'Unión Cívica Radical Bloquista, dans une province où le fédéral était intervenu. Aux élections législatives du 2 mars, l'Union civique radicale perd de façon fracassante la ville de Buenos Aires avec 83 000 voix, contre 100 000 pour le Parti socialiste indépendant et 84 000 pour le Parti socialiste original. À l'échelle du pays, elle perd une partie de son électorat, ayant obtenu 655 000 voix, contre 695 000 pour l'opposition.
En pleine crise économique et politique, et quatre ans avant l'élection présidentielle, la faiblesse du gouvernement d'Yrigoyen devient critique. Le radicalisme est complètement divisé, et le gouvernement ne parvient pas à rétablir le dialogue avec l'opposition.
Le fait le plus important et le plus durable de la seconde présidence d'Yrigoyen sera la décision de la société pétrolière d'État YPF, le 1er août, d'intervenir sur le marché pétrolier pour fixer les prix et rompre les trusts.
Trente-six jours après l'intervention d'YPF, le 6 septembre 1930, Yrigoyen est renversé par le premier coup d'État de l'époque constitutionnelle. Le coup d'État était soutenu par la presse, l'armée et l'opposition conservatrice. La classe moyenne, qui avait été la clé de son accession au pouvoir, a cessé de le soutenir après l'effondrement économique. Des groupes de manifestants saccagent la maison d'Yrigoyen. Plusieurs historiens relient, au moins en partie, ce coup d'État à la décision d'YPF. Le général Uriburu prend le pouvoir et le quittera deux ans plus tard pour permettre l'arrivée d'un nouveau gouvernement démocratique.
| Composition du ministère pendant le second mandat d'Yrigoyen | Composition du ministère pendant le second mandat d'Yrigoyen | Composition du ministère pendant le second mandat d'Yrigoyen |
| ------------------------------------------------------------ | ------------------------------------------------------------ | ------------------------------------------------------------ |
| Portefeuille                                                 | Titulaire                                                    | Période                                                      |
|                                                              |                                                              |                                                              |
| Ministère de l'Intérieur                                     | Elpidio González                                             | 12 octobre 1928 – 6 septembre 1930                           |
|                                                              |                                                              |                                                              |
| Ministère des Affaires étrangères et du Culte                | Horacio Oyhanarte                                            | 12 octobre 1928 – 6 septembre 1930                           |
|                                                              |                                                              |                                                              |
| Ministère des Finances                                       | Enrique Pérez Colman                                         | 12 octobre 1928 – 6 septembre 1930                           |
|                                                              |                                                              |                                                              |
| Ministère de la Justice et de l'Instruction publique         | Juan de la Campa                                             | 12 octobre 1928 – 6 septembre 1930                           |
|                                                              |                                                              |                                                              |
| Ministère de l'Agriculture                                   | Juan B. Fleitas                                              | 12 octobre 1928 – 6 septembre 1930                           |
|                                                              |                                                              |                                                              |
| Ministère des Travaux publics                                | José Benjamin Ábalos                                         | 12 octobre 1928 – 6 septembre 1930                           |
|                                                              |                                                              |                                                              |
| Ministère de la Guerre                                       | Luis Dellepiane                                              | 12 octobre 1928 – 3 septembre 1930                           |
|                                                              |                                                              |                                                              |
| Ministère de la Marine                                       | Tomás Zurueta                                                | 12 octobre 1928 – 6 septembre 1930                           |

## Dernières années
Après son renversement, Yrigoyen est emprisonné et plusieurs fois assigné à résidence sur l'île Martín García. Après sa mort à Buenos Aires le 3 juillet 1933, il est accompagné jusqu'à sa dernière demeure par l'un des plus grands et des plus surprenants rassemblements spontanés de l'histoire de l'Argentine. Sa dépouille repose au Cimetière de Recoleta, à Buenos Aires.
Dans la ville autonome de Buenos Aires, au 948, calle Sarmiento, la plaque de bronze fixée à l'une des colonnes de granit qui soutiennent l'immeuble de 14 étages indique qu'Hipólito Yrigoyen mourut le 3 juillet 1933 à cet endroit, déclaré lieu historique par l'administration de la ville de Buenos Aires.

## L'héritage politique d'Yrigoyen
Plusieurs groupes et courants au sein de la plupart des partis politiques argentins ont revendiqué l'héritage politique d'Hipólito Yrigoyen, l'yrigoyenisme. Parmi eux, on peut mentionner la Force d'orientation radicale de la jeune Argentine (FORJA), créée en 1935 ; le Mouvement intransigeant et rénovateur de l'UCR, créé en 1945 ; Perón lui-même, qui invoqua plus d'une fois l'axe populaire San Martín-Yrigoyen-Perón. Quelques socialistes, tels Guillermo Estévez Boero et Hermes Binner, et communistes, tel Rodolfo Puiggrós, ont aussi revendiqué cet héritage.
En 2005, par la loi 26.040, le gouvernement argentin a créé l'Instituto Nacional Yrigoyeneano, personne morale sous le nom de laquelle une institution créée en 1940 allait poursuivre ses activités et qui est présidée par Victor Martínez, ancien vice-président d'Argentine.

## Hommages
Une localité et un partido portent son nom en Argentine : Hipólito Yrigoyen dans la province de Salta ; partido d'Hipólito Yrigoyen dans la province de Buenos Aires ; la localité de Lago Posadas fondée en 1959 sous le nom d'Hipólito Yrigoyen dans la province de Santa Cruz a changé de nom en 2014.